# Lomtjärnen (Töcksmarks socken, Värmland, vid Hyttan)
Lomtjärnen är en sjö i Årjängs kommun i Värmland och ingår i Göta älvs huvudavrinningsområde.